# Chuyến bay 011 của Avianca
Chuyến bay 011 của Avianca là một chiếc Boeing 747-283B trên chuyến bay chở khách theo lịch trình quốc tế từ Frankfurt qua Paris, Madrid và Caracas đến Bogotá bị rơi vào ngày 27 tháng 11 năm 1983. Chiếc 747 cất cánh từ sân bay quốc tế Charles de Gaulle tại Paris lúc 22 giờ 25 phút ngày 26 tháng 11 năm 1983 đến Sân bay Madrid Barajas; cất cánh đã bị trì hoãn để chờ thêm hành khách từ chuyến bay Lufthansa do hủy bỏ tuyến Paris-Frankfurt của Avianca vì lý do hoạt động. Chiếc 747 đã được hạ cánh xuống sân bay Barajas, chuyến bay đầu tiên trong số hai chuyến bay theo lịch trình bắt nguồn từ Paris, với điểm đến cuối cùng là Bogota, Colombia.
Trong cách tiếp cận hệ thống trợ giúp hạ cánh (ILS) vào đường băng 33, chiếc 747 đã bị rơi trên một ngọn đồi khoảng 7,5 dặm về phía nam đông của sân bay, làm chết 181 người, trong đó có 162 hành khách và 19 thành viên phi hành đoàn (3 phi công). 7 hành khách sống sót và 4 tiếp viên bị thương nặng. Nguyên nhân của vụ tai nạn được xác định là lỗi phi công, đã xác định không chính xác vị trí của máy bay. Kể từ năm 2019, Avianca 011 vẫn là vụ tai nạn hàng không tồi tệ thứ 2 trên lãnh thổ Tây Ban Nha sau thảm họa sân bay Tenerife và là tai nạn tồi tệ nhất trong lịch sử hãng Avianca.

## Tai nạn
Chuyến bay 011 từ Frankfurt và dừng ở Paris trước khi đến Madrid. Nó cất cánh từ Paris lúc 22:25 trên ngày 26 tháng 11 năm 1983. Đó là buổi tối tại thời điểm xảy ra tai nạn, các khí tượng điều kiện ngay trước khi vụ tai nạn bao gồm một tầm nhìn của 5 dặm, và gió tĩnh lặng. 20 phút trước khi va chạm, máy bay đã thu được thông tin khí tượng về điều kiện thời tiết tại Barajas từ Avianca. Lần tiếp xúc đầu tiên với các kiểm soát viên không lưu Tây Ban Nha diễn ra lúc 23:31. Lúc 00:03, máy bay liên lạc lại với Barajas và được phép hạ cánh trên đường băng 33; đây là lần giao tiếp cuối cùng của bộ điều khiển không lưu với máy bay. Vụ tai nạn xảy ra ở thị trấn Mejorada del Campo, khoảng 7,5 dặm phía đông nam của sân bay Madrid. Thời điểm xảy ra tai nạn là khoảng 00:06 ngày 27 tháng 11 năm 1983. Máy bay đâm vào ba ngọn đồi khác nhau trên trong vụ tai nạn, với ngọn đồi thứ 3 là tác động cuối cùng. Các mảnh vỡ của máy bay bị phân tán rộng rãi do hậu quả của 3 tác động. Vụ tai nạn đã làm 169 hành khách và 19 thành viên phi hành đoàn (trong đó có 3 phi công) thiệt mạng. 11 người bị thương nặng. Trong số những người bị thương, 9 người đã bị đẩy ra khỏi máy bay, một vài người trong số họ vẫn còn chỗ ngồi và 2 người tuyên bố rằng họ đã tự mình thoát khỏi máy bay. Chiếc 747 đã bị phá hủy hoàn toàn do va chạm và hỏa hoạn. Máy bay được trang bị máy ghi dữ liệu chuyến bay kỹ thuật số và máy ghi âm buồng lái, cả hai đều được phục hồi vào ngày xảy ra tai nạn trong tình trạng tốt.

## Điều tra

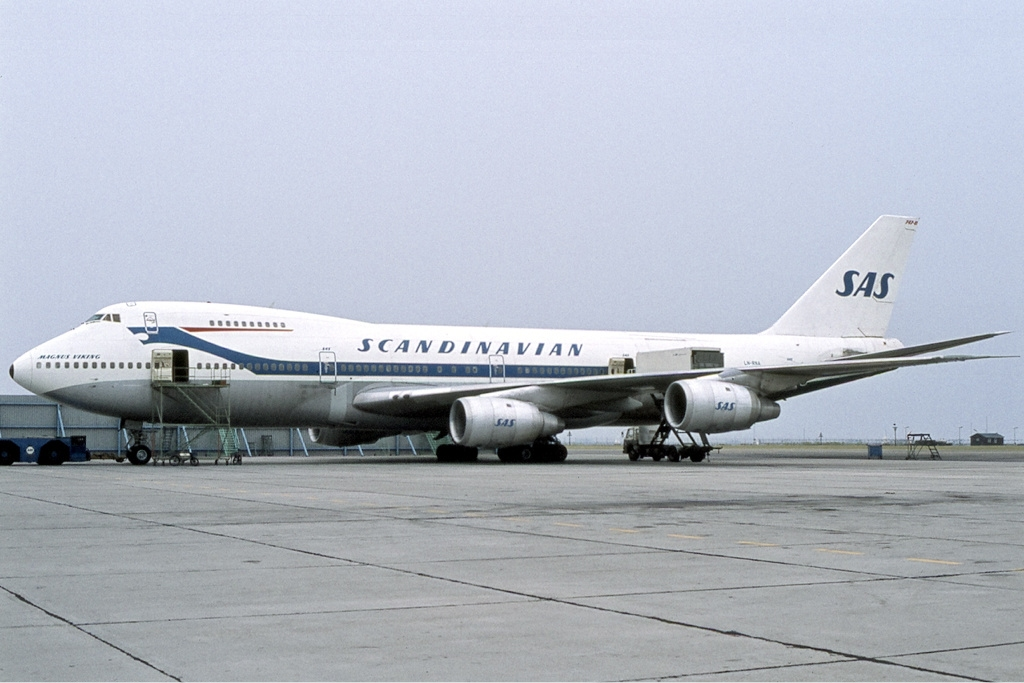
Chiếc 747-283B gặp nạn khi đang được hãng SAS vận hành (1977-1982) tại sân bay quốc tế Copenhagen, Kastrup, Tårnby, Copenhagen, Đan Mạch vào ngày 14 tháng 8 năm 1981

Vụ tai nạn được điều tra bởi Ủy ban điều tra sự cố và tai nạn hàng không dân dụng Tây Ban Nha (CIAIAC).
NGUYÊN NHÂN VẤN ĐỀ: "Cơ trưởng, không có bất kỳ kiến thức chính xác nào về vị trí của ông, đã đặt ra để chặn hệ thống hạ cánh của thiết bị (ILS) trên một bản nhạc không chính xác mà không khởi động phương thức tiếp cận công cụ đã xuất bản; tối thiểu của ngành cho đến khi anh va chạm với mặt đất. Các yếu tố góp phần là:
- a) Điều hướng không chính xác bởi phi hành đoàn, điều này đặt họ ở vị trí không chính xác để bắt đầu diễn tập tiếp cận;
- b) Việc phi hành đoàn không thực hiện hành động khắc phục theo các hướng dẫn vận hành của hệ thống cảnh báo gần mặt đất;
- c) Thiếu tinh thần đồng đội trên sàn bay;
- d) Thông tin vị trí quan trọng được cung cấp cho máy bay bởi APP;
- e) Bộ điều khiển APP, khi không thông báo cho máy bay rằng dịch vụ radar đã chấm dứt, đã không duy trì một chiếc đồng hồ phù hợp trên phạm vi radar."

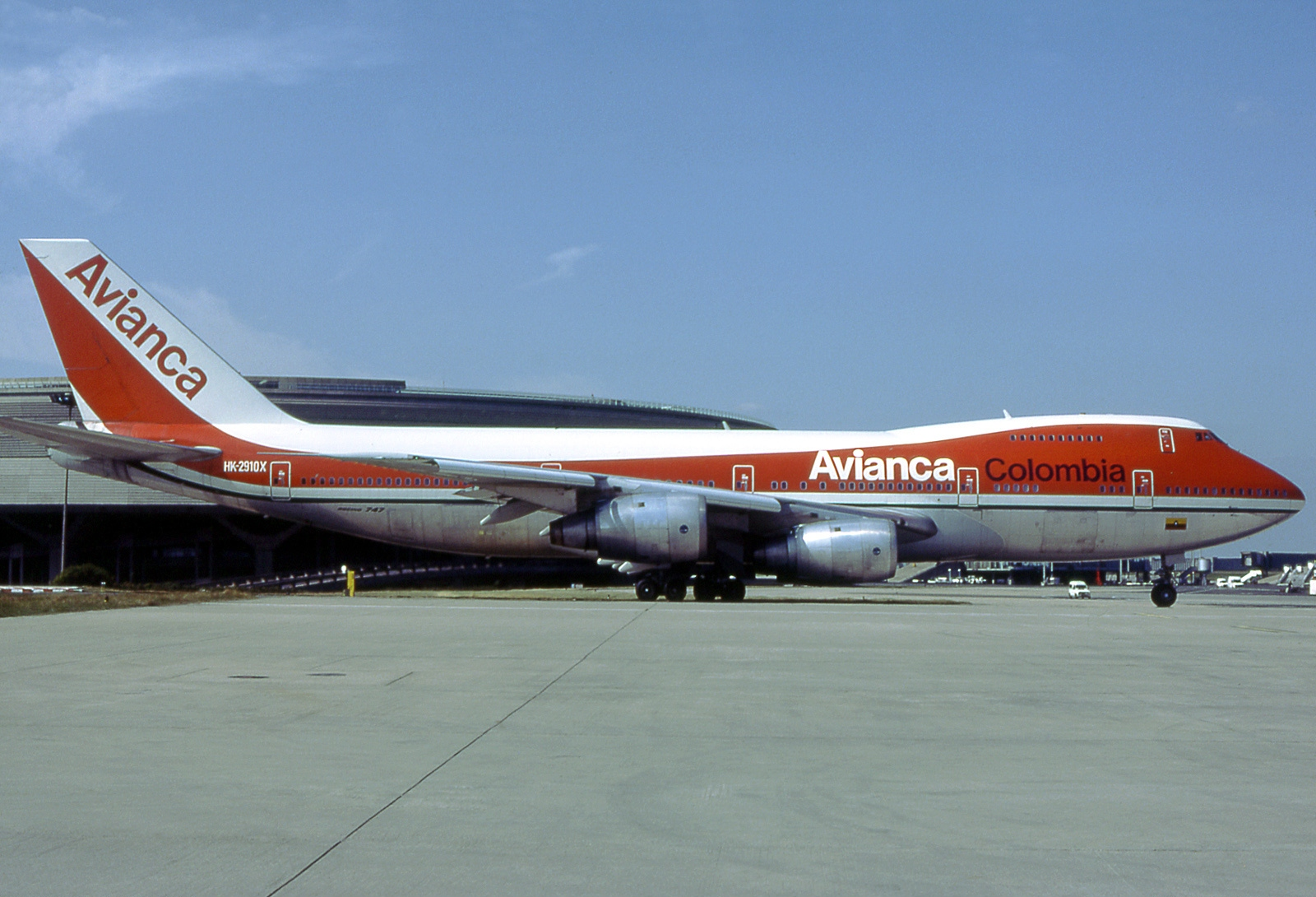
Chiếc 747-283B của Avianca gặp nạn tại sân bay quốc tế Charles de Gaulle, Pháp vào ngày 4 tháng 8 năm 1983

Không có bằng chứng về bất kỳ sự bất thường nào ở Paris trước chuyến bay này. Phi hành đoàn đã ở lại thành phố 72 giờ sau khi đến chuyến bay AVO10 vào ngày đầu tiên là 24 tháng 11 năm 1983. Cuộc điều tra cũng xác định rằng cơ trưởng, cơ phó và kỹ sư máy bay đã được cấp phép và đủ điều kiện, cũng như giao thông hàng không bộ điều khiển. Máy bay mang theo giấy chứng nhận hợp lệ về khả năng không vận và giấy chứng nhận đăng ký và bảo trì. Máy bay được bảo trì theo chương trình bảo dưỡng theo quy định, và các thiết bị hỗ trợ điều hướng và tiếp cận đã được kiểm tra và được tìm thấy hoạt động chính xác. Ngoài ra, không có ghi nhận về sự cố trong thiết bị liên lạc hoặc thiết bị radar, và không có bằng chứng nào được phát hiện về các khiếm khuyết trong động cơ hoặc hệ thống máy bay.

## Hậu quả
Kể từ năm 2019, Avianca vẫn khai thác Chuyến bay 011, chuyến bay thẳng hàng ngày từ Madrid đến Bogotá, sử dụng máy bay Boeing 787 Dreamliner.

## Những người đáng chú ý thiệt mạng
- Jorge Ibargüengoitia - tiểu thuyết gia người Mexico
- Ángel Rama - Nhà văn, nhà phê bình học thuật và văn học người Uruguay
- Rosa Sabater - nghệ sĩ piano người Tây Ban Nha
- Manuel Scorza - tiểu thuyết gia, nhà thơ và nhà hoạt động chính trị người Peru
- Marta Traba - Nhà văn và nhà phê bình nghệ thuật người Argentina